# Crug Hywel
Crug Hywel (walisisch), die englische Bezeichnung lautet Table Mountain, (deutsch „Tafelberg“) ist ein 451 m hoher, abgeflachter Hügel am südlichen Rande der Black Mountains in Wales im Bannau-Brycheiniog-Nationalpark. Er liegt an der Südflanke des 701 m hohen Pen Cerrig-calch und überragt die im Süden liegende Stadt Crickhowell, von der er seinen Namen hat.

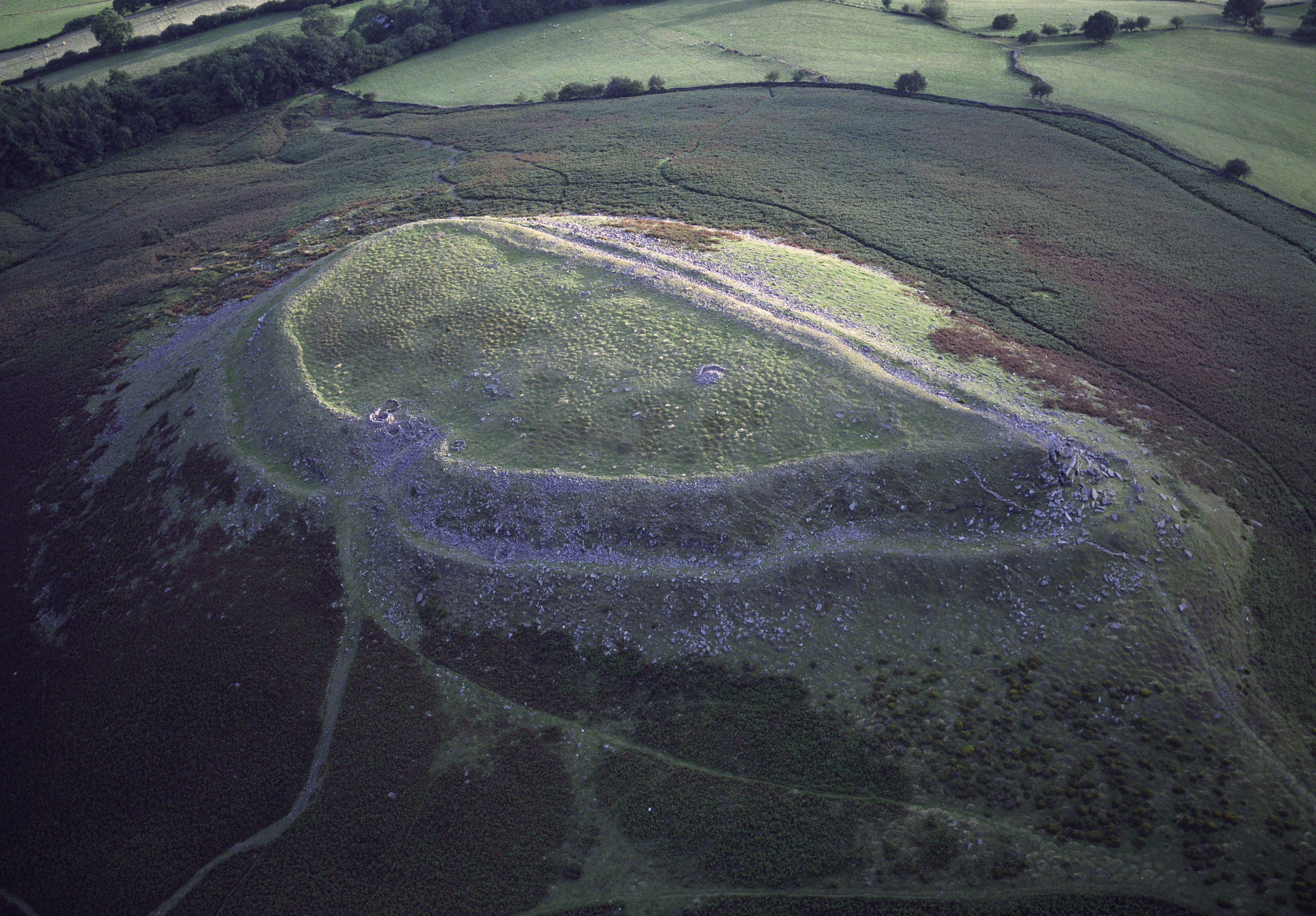
Crug Hywel Hillfort

Der Hügel aus Old-Red-Sandstein stammt aus dem Devon. Die ganze Felsmasse bilden einen Ausreißer des Pen Cerrig-calch. 
Der Gipfel des Hügels besteht aus einem nierenförmigen eisenzeitlichen Hillfort mit deutlich sichtbaren Erd- und Steinwällen und einem dazwischen liegenden Graben.